# Kickxellomycotina
Kickxellomycotina là một ngành nấm nhưng chưa được xác định rõ vị trí trong giới Nấm.
Danh pháp khoa học của ngành đã được đổi từ "Harpellomycotina" sang "Kickxellomycotina", đặt theo tên nhà thực vật học người Bỉ, Jean Kickx.
Ngành nấm này bao gồm các bộ: Asellariales, Kickxellales, Dimargaritales, và Harpellales.